# 细罗伞
细罗伞（学名：Ardisia affinis）为报春花科紫金牛属下的一个种。

## 扩展阅读
維基物種上的相關：细罗伞